# تصميم مسطح

نموذج لتصاميم مسطحة

الفلات ديزاين أو التصاميم المسطحة (بالإنجليزية: Flat design) هو أسلوب وتوجه في مجال التصميم البصري الجرافيكي يستوحي أفكاره من المحاكاة الفيزيائية للأجسام سكيمورفيزم (بالإنجليزية: skeuomorphism). كما إنه نمط من واجهة المستخدم الرسومية يعتمد هذا النوع من التصميم على أسلوب يتصف البساطة المطلقة والاستغناء عن العناصر غير الاساسية في التصميم كالظلال، الخطوط العريضة، السُمك، حيث تتميز هذه التصاميم البسيطة بأنها خالية من مؤثّرات الأجسام أو استخدام الحد الأدنى منها، والألوان المستخدمة غالباً هي ألوان حيّة، وكثيراً ما يرافق تصاميم مواقع الإنترنت الحديثة.

## برامج تصميم الفلات ديزاين
يمكن تصميم التصاميم المسطحة بأي برنامج تصميم، كونها نمط وتوجهاً في التصميم. لكن من أفضل البرامج في تصميم هذا النوع نجد برنامج الرسومات المتجهية أدوبي إليستريتور.

## تاريخ

واجهة المستخدم ويندوز8 تعتمد التصميم المسطح

لفهم التصميم المسطح لا بد أن نفهم فلسفة التصميم السابقة عليه، الذي نشأ خصيصاً كثورة عليها ألا وهي فلسفة التصميم الواقعي. فالتصميم الواقعي يقوم على الاهتمام بالتفاصيل البصرية لإنتاج تصميم مشابه لما يعبر عنه في الواقع.
و يعود التصميم الواقعى لبدايات الثمانينات، فعلى سيبل المثال: كانت أول واجهات المستخدم المصممة من قبل شركة (آبل) عام 1984 تتبنى قائمة على سطح مكتب وأيقونات تشبه الملفات الحقيقية وقطع الأوراق، ومع الوضع في الاعتبار أنه في ذلك الزمن كانت واجهة المستخدم أمراً جديداً تماماً، فلقد كان هذا التصميم ذا قيمة بالغة بالنسبة للمستخدم، لأنه ساعد المستخدم على تكوين رابط بصرى بين شئ يعرفه جيداً في الواقع وشئ آخر جديد عليه وغير مألوف ورقمي.
جمالية هذا الأسلوب والذي قامت جوجل لاحقا “بدمقرطته” جعل منه وبلا منازع النزعة التصميمية السائدة في عالم الويب منذ عام 2013، وكما قد لا يكون مستبعداً فقد يأفل هذا الميول سريعا كسابقيه رغم الانطباع الأوّلي لدى جمهور المصمّمين والاندفاع المبكّر نحو هذا الأسلوب من قبل شركات كبيرة وهو ما قد يعزز الثقة بأنّ هذا الأسلوب وجد ليدوم، فهو يعكس في نظر البعض فلسفة تبسيطية متكاملة وليست مجرّد نزوة جمالية عابرة.
التصميم المسطح غالباً ما يقوم على لونين أو ثلاثة ألوان على أقصى تقدير تكون متقاربة وفاخرة.

## شركات عالمية
بدأت كبرى الشركات بالتوجه إلى أسلوب التصاميم المسطحة مثل مايكروسوفت وجوجل وآبل. حيث قامت العديد من هذه الشركات في وقت قصير بتغير تصميم الشعارات الخاصة بها ومواقعها ومنتجاتها.